# Myloplus rubripinnis
Myloplus rubripinnis es una especie de peces de la familia Serrasalmidae en el orden Characiformes.

## Descripción
Los machos pueden llegar alcanzar los 39 cm de longitud total y 2.5 Kg de peso. Es una especie gregaria y no agresiva aunque debido a su potente dentadura puede causar graves mordeduras. Se alimenta principalmente de hojas de la vegetación fluvial.

## Hábitat
Habita en zonas de clima tropical, entre los 23 y 27 °C de temperatura, en las cuencas de los ríos Amazonas, Orinoco, y los de las Guayanas.